# 新町紡績所

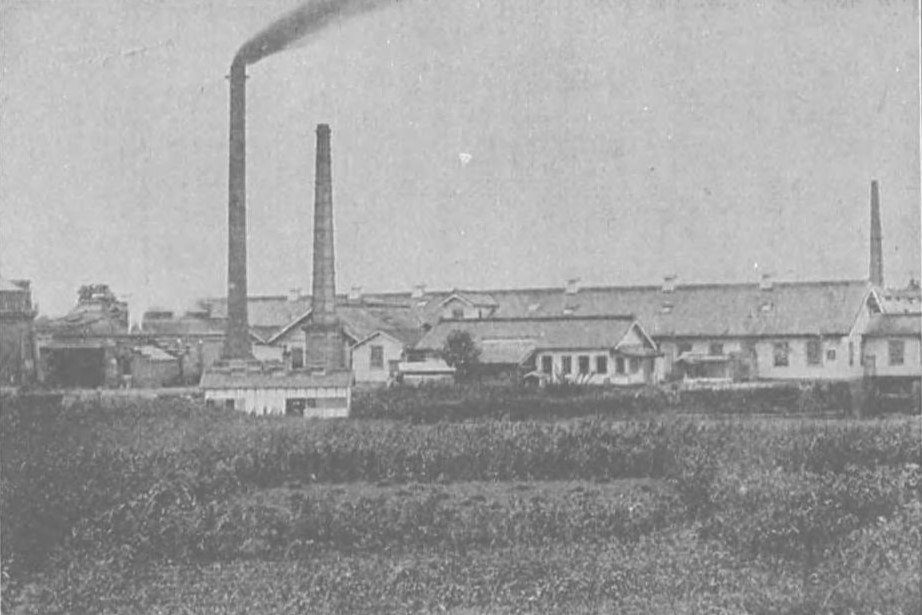
明治時代の新町紡績所

新町紡績所（しんまちぼうせきじょ）は1878年（明治10年）に内務省勧業寮屑糸紡績所として開設された官営模範工場。群馬県高崎市新町2330（旧・多野郡新町）にあり、創業時およびその後に増設された建物群が近代化遺産として重要文化財に、敷地が史跡に指定されている。
2004年（平成16年）までは工場、倉庫として使用されていた。現在はクラシエ株式会社新町工場の敷地となっており、一般公開はされていない。

## 歴史
明治政府の殖産興業政策の一環として建設された官営工場で、富岡製糸場（1872年（明治5年）のような製糸工場から出る屑糸や製糸できない屑繭を紡績して絹糸（紡績絹糸）をつくる工場であった。この種の工場は日本にはなく、1873年のウィーン万博を視察した佐々木長淳による献策により設置が決定した。工場建設場所は養蚕が盛んで原料調達が容易な上野国で、鏑川の支流・温井川が流れ水利の便がある新町の西、字戸崎と決まった。
1876年（明治9年）1月に工場用地を買収し、ドイツのH・アーレンス商会からスイス製の紡績器械をはじめ、蒸気機関など必要な設備を輸入する契約が結ばれた。工場建築は、ウィーン万博で渡欧した新潟出身の大工山添喜三郎が西欧建築を身につけて帰国しており、設計から施工までを担当した。1877年（明治10年）7月1日に操業を開始し、10月20日には大久保利通、伊藤博文、大隈重信など当時の政府首脳がほとんど出席して開所式が挙行された。当時の設備は平型梳綿機18台、フライヤー式精紡機7台、生産年額絹糸2,530貫で、技男56名、技女165名という体制だった。翌1878年（明治11年）9月3日には明治天皇が行幸し、自ら紡績機械を運転して確かめたという記録もある。なお、この時に天皇の宿舎としてつくられた新町行在所（高崎市指定重要文化財）も町内に現存する。
1881年（明治14年）に農商務省が設置されると内務省から農商務省工務局に所管が移った。1887年（明治20年）に三井組の三越得右衛門に譲渡され新町三越紡績所と改称した。その後社名変更や事業譲渡を経て1911年（明治44年）3月に鐘淵紡績（現・クラシエ）に合併され、鐘淵紡績株式会社新町支店工場と称した。
鐘紡に譲渡された前後から紡績絹糸の評判が高まり、地元伊勢崎の伊勢崎銘仙の原料などとしてひろく使われた。このため1917年（大正6年）には工場の大拡張が行われた。その後、大正 - 昭和期には工場の拡大が相次ぎ、1921年（大正10年）に製糸業の操業を開始、1930年代には1万坪余の敷地拡張を行い、1936年（昭和11年）に鐘淵紡績株式会社新町工場と改称、1940年（昭和15年）には織物業の操業も開始した。第二次世界大戦で一時的に生産が落ち込んだが、戦後は合成繊維の分野にも進出、最盛期には約5万坪の敷地に3000人以上の従業員の働く一大工場となった。しかし1970年代頃から繊維産業全体の退潮期を迎え、1975年（昭和50年）に紡績などの繊維関係は廃止され、カネボウ食品となった。食品工場に転用されたものの工場規模は年々縮小された。

## 建造物
現在クラシエフーズの所有している約2万坪の敷地内には、創業時の工場を始め、明治30年代のレンガ倉庫、40年代の木造のこぎり屋根工場、大正 - 昭和期と思われる鉄筋コンクリートののこぎり屋根工場、変電室など歴史的な建物が数多く残っている。特に山添喜三郎が設計した創業時の工場は、木造平屋（約500坪）で、一部に改造はあるものの、建設当初の構造がほぼそのまま完全に残り、外壁は中庭部分を除く部分、屋根もほぼ全部が1877年（明治10年）と推定されている（コの字形の建物の中庭に1907年（明治40年）の拡張工事による増築部分がある）。
親会社のクラシエは、産業再生機構の支援下での企業再建を経て化粧品部門がカネボウ化粧品として独立、残った部門は国内ファンド3社が出資した新会社の傘下に再編された。地元旧新町地区では、再発見されたこの貴重な近代化遺産を守るため、住民の保存運動が開始され活発な活動が行われている。

## 指定文化財

### 重要文化財
- 旧新町紡績所 5棟（2015年（平成27年）7月8日指定）[11][12]
  - 工場本館
  - 機関室 附：煙突基礎、煙突銘板 - 煉瓦造、1894年（明治27年）から1898年（明治31年）の間の竣工[13]。
  - 修繕場
  - 倉庫 - 煉瓦造平屋、1894年（明治27年）から1898年（明治31年）の間の竣工[14]。
  - 二階建煉瓦庫 - 煉瓦造2階建切妻瓦葺、1894年（明治27年）竣工[15]。
  - 附：工務室、旧男工控室

### 史跡
- 旧新町紡績所（平成27年10月8日指定）[12]